# 아르노 다니엘

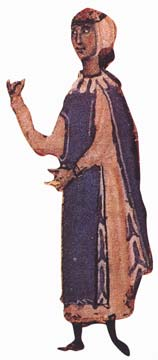

아르노 다니엘(Arnaut Daniel, 활약기: 1180~1200년)은 12세기의 오크어 트루바두르였으며 단테에 의해 "최고의 대장장이"로 칭송을 받았으며 페트라르카에 의해 "사랑의 그랜드 마스터"로 불렸다. 20세기에 에즈라 파운드에 의해 지금까지 생존한 시인들 가운데 가장 위대한 시인으로 칭송을 받았다.

## 참고 자료
- Pound, Ezra (1910). The Spirit of Romance. New Direction Books (1968 reprinting).